# OS-9
OS-9 ist ein Unix-ähnliches Echtzeit-, Multiuser-, Multitasking-Betriebssystem.
Es wurde ursprünglich in den 1980er Jahren von Microware Software für den 8-Bit-Prozessor 6809 von Motorola entwickelt. Weitere Verbreitung erfuhr das System durch die Portierung auf die Motorola 68k-Architektur.
Eine Weiterentwicklung war eine Zeit lang unter dem Namen OS-9000 für diverse weitere CPUs (PowerPC, MIPS, SH3/SH4, XScale usw.) verfügbar, mittlerweile wird auch für diese nur noch der Name OS-9 verwendet.
OS-9 war und ist relativ stark verbreitet in Steuerungssystemen (meist auf Motorola-CPUs basierend) z. B. für die Bildverarbeitung, fand aber auch dort Anwendung, wo Echtzeit-, Multitasking- oder Multiuser-Eigenschaften gefragt waren, z. B. Telekommunikation im Umfeld der Büroautomation.
Das aktuelle und in Entwicklung befindliche Open-Source-Projekt NitroOS-9 ist eine zu OS-9 für 6809- und Hitachi-6309-Prozessoren kompatible und völlig neu geschriebene Variante primär für die Heimcomputer Tandy TRS-80 Color Computer, Dragon 32 und Dragon 64 mit entsprechenden Hardware-Voraussetzungen.

## Anwendungsbeispiele
- der Philips CD-i Player benutzt z. B. Microware OS-9 Realtime
- das Navigationssystem CARIN MK1 von Philips, benutzt OS-9/68K V2.4.0
- das Navigationssystem des BMW 7er (E38), 5er (E39) und 3er (E46) benutzt OS-9[2]
- frühere Prozessleitsysteme der IDS GmbH
- es gab dieses Betriebssystem auch für den Dragon 64 (Dragon Data Ltd., 8-Bit-Heimcomputer, 1982–84), dazu gab es ein zu dieser Zeit gutes Textverarbeitungsprogramm (Stylograph) und für den Tandy TRS-80 Color Computer 2
- ein Projekt für den Atari XL[3]
- der Sound-Sampler Fairlight CMI III (1985) basierte auf OS-9, der neue Fairlight CMI OS-9.1 basierte auf OS-9.1
- die Bosch Fahrzeugsystem-Analysegeräte (Bosch FSA) für Werkstätten, u. a. mit einem digitalen Oszilloskop, benutzen OS-9 mit einer 68k-Architektur
- die Steuerung von Holzbearbeitungsmaschinen der Homag Group
- auf dem NDR-Klein-Computer war OS-9 für die Baugruppen der 68000-Reihe verfügbar[4]
- OS-9 wurde von Cumana auch auf die Atari ST Serie portiert.[5]
- auf Steuerungen von EC-Schraubwerkzeugen der Fa. APEX (ehemals CooperTools) mit der Systembezeichnung MPro400

## Befehle
Die folgende Liste von Befehlen wird von der OS-9-Shell unterstützt.
Shell built-in Befehle
| - chd - chx - kill - w - wait - setenv - unsetenv - setpr | - logout - profile - ex - -e - -ne - -p - -p=<str> - -np | - -t - -nt - -v - -nv - -x - -nx |

Utilities für Betriebssystemfunktionen
| - attr - copy - date - deiniz - del - deldir - dsave - dump - echo - fixmod - free | - ident - iniz - link - list - load - makdir - mdir - merge - mfree - pd - pr | - printenv - procs - rename - save - shell - setime - sleep - tee - tmode - touch - unlink |

System-Management Utilities
- backup
- dcheck
- devs
- format
- frestore
- fsave
- irqs
- login
- os9gen
- tsmon
- xmode

Allgemeine Utilities
| - binex - build - cfp - cmp - code - compress - count - edt | - exbin - expand - grep - help - make - qsort - tr - umacs |